# تدمير وارسو
كان تدمير وارسو هو تدمير ألمانيا النازية لمدينة وارسو بشكل كبير بعد انتفاضة وارسو عام 1944. أثارت الانتفاضة غضب القادة الألمان، الذين قرروا جعل المدينة كعبرة. على أي حال، تم التخطيط لعملية هدم المدينة الألمانية منذ فترة طويلة. تم اختيار وارسو للتدمير وإعادة الإعمار الرئيسية كجزء من إضفاء الطابع الألماني النازي على أوروبا الوسطى، وهي خطة إبادة يبررها النازيون بناءً على وجهة نظرهم بأن البولنديين كانوا أدنى من الناحية العرقية أونترمينش. ومع ذلك، فإن تجريف المدينة في عام 1944 كان رائعًا من الناحية التاريخية من حيث أنه لم يخدم أي غرض عسكري، وقد تخلى الألمان عن خططهم لاستعمار الشرق.
 حتى قبل الانتفاضة، عرف الألمان أنه في غضون بضعة أشهر، ستقع وارسو في أيدي الحلفاء. على الرغم من ذلك، فقد خصصوا جهودًا غير مسبوقة لتدمير المدينة. ربط قرارهم موارد كبيرة كان يمكن استخدامها في الجبهة الشرقية والجبهة الغربية التي تم افتتاحها حديثًا بعد إنزال النورماندي. دمر الألمان 80-90٪ من مباني وارسو وهدموا عمداً أو أحرقوا أو سرقوا جزءًا هائلاً من تراثها الثقافي.  
| الفئة                         | دمرت |
| ----------------------------- | ---- |
| جسور الطرق والسكك الحديدية    | 100٪ |
| المسارح ودور السينما          | 95٪  |
| صناعة                         | 90٪  |
| مباني الرعاية الصحية          | 90٪  |
| المباني الأثرية التاريخية     | 90٪  |
| البنية التحتية للترام         | 85٪  |
| عربات الترام                  | 75٪  |
| الإسكان                       | 72٪  |
| التعليم                       | 70٪  |
| الأشجار في المنتزهات والحدائق | 60٪  |
| كهرباء                        | 50٪  |
| أنابيب الغاز                  | 46٪  |
| إمدادات المياه                | 30٪  |
| سطح الطرق                     | 30٪  |

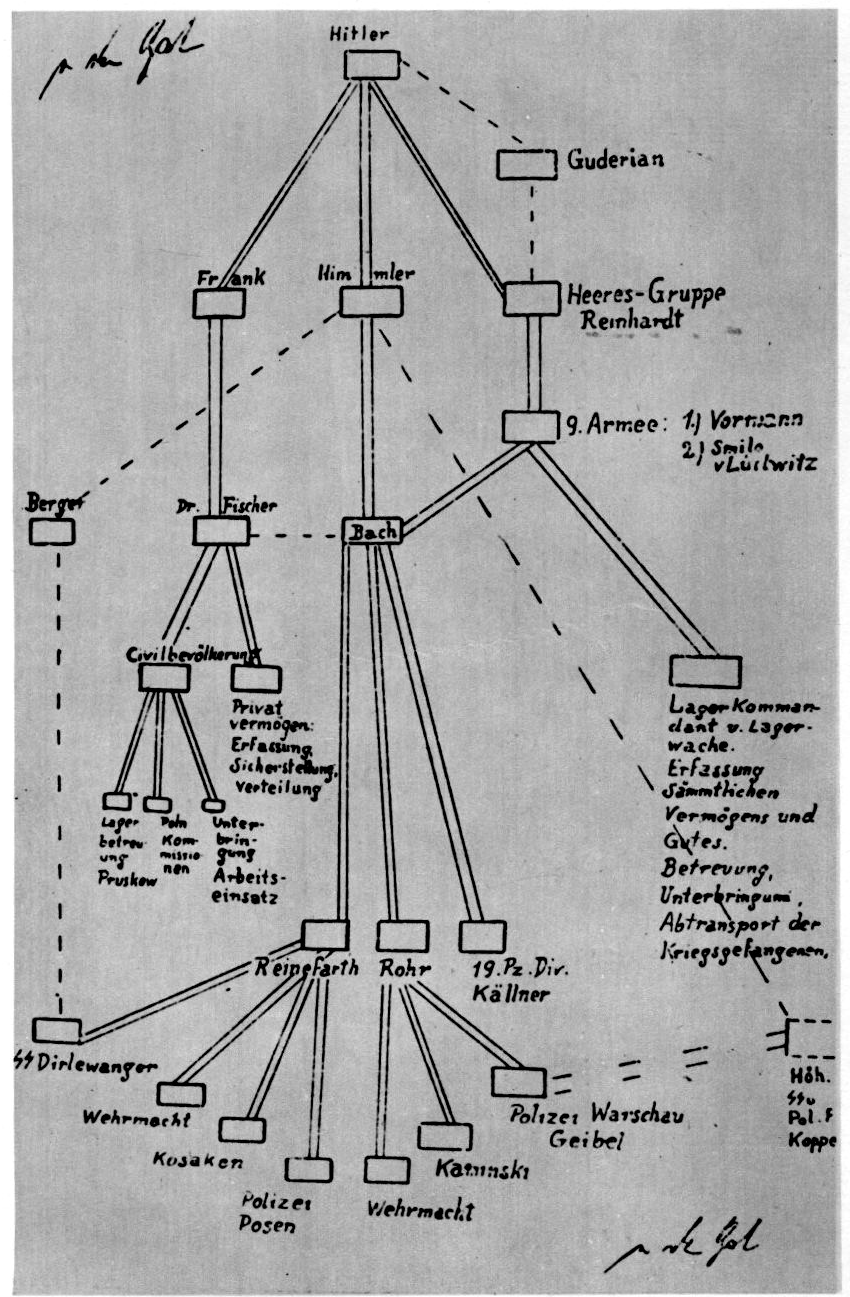
التسلسل الهرمي لقيادة القوات المسلحة الألمانية يدرك تدمير وارسو (رسم إريك فون ديم باخ زيلفسكي خلال 1945-1946 محاكمات نورمبرغ.

في الوقت الحال ، لم تتم إعادة أكثر من نصف التحف والمقتنيات من التراث البولندي الذي سرقه الألمان في عام 1944 إلى بولندا. [بحاجة لمصدر] بعد الحرب، تم بذل جهود مكثفة لإعادة بناء المدينة وفقًا لخطط ما قبل الحرب والوثائق التاريخية. كما هو الحال مع معظم بولندا ، أعيد بناء المدينة دون أي عمالة ألمانية، على عكس ستالينجراد ومدن أخرى، حيث تم استخدام السخرة الألمانية أثناء وبعد الحرب كجزء من تعويضات الحرب. [بحاجة لمصدر]

## ما بعد انتفاضة وارسو

### ملحوظة الهياكل المتضررة أو المدمرة
- منطقة التاون مع مجموعة مطاعم [الإنجليزية]
- Warsaw New Town
- Royal Castle [الإنجليزية]
- Copper-Roof Palace
- Saxon Palace
- Piłsudski Square
- Krasiński Palace
- Brühl Palace  [لغات أخرى]‏, a.k.a. Sandomierski Palace  [لغات أخرى]‏
- Kotowski Palace
- Ostrogski Palace
- Sapieha Palace  [لغات أخرى]‏
- Palace of the Four Winds
- Potocki Palace  [لغات أخرى]‏
- Mostowski Palace
- Staszic Palace
- Tyszkiewicz Palace  [لغات أخرى]‏
- Kazimierzowski Palace
- Lelewel Palace
- Ujazdów Castle
- Mirów's Halls  [لغات أخرى]‏
- Zygmunt's Column
- St. Alexander's Church  [لغات أخرى]‏
- St. John's Cathedral  [لغات أخرى]‏
- Jesuit Church  [لغات أخرى]‏
- St. Mary's Church  [لغات أخرى]‏
- Holy Cross Church  [لغات أخرى]‏
- St. Casimir's Church  [لغات أخرى]‏
- St. Hyacinth's Church  [لغات أخرى]‏
- St. Martin's Church  [لغات أخرى]‏
- Holy Trinity Church  [لغات أخرى]‏
- Field Cathedral of the Polish Army
- مكتبة زاووسكي